# 1733 Silke
Az 1733 Silke (ideiglenes jelöléssel 1938 DL1) a Naprendszer kisbolygóövében található aszteroida. Alfred Bohrmann fedezte fel 1938. február 19-én, Heidelbergben.